# Cerro Branco
Cerro Branco is een gemeente in de Braziliaanse deelstaat Rio Grande do Sul. De gemeente telt 14.673 inwoners (schatting 2009).

## Aangrenzende gemeenten
De gemeente grenst aan Agudo, Candelária, Lagoa Bonita do Sul, Novo Cabrais en Paraíso do Sul.

## Verkeer en vervoer
De plaats ligt aan de weg BR-481.